# Kranggan (Prajurit Kulon)
Kranggan is een bestuurslaag in het regentschap Mojokerto van de provincie Oost-Java, Indonesië. Kranggan telt 11.370 inwoners (volkstelling 2010).